# Héricourt-sur-Thérain

Héricourt-sur-Thérain este o comună în departamentul Oise, Franța. În 1 ianuarie 2022 avea o populație de 108 de locuitori.